# Lourties-Monbrun
 Lourties-Monbrun  là một xã thuộc tỉnh Gers trong vùng Occitanie tây nam nước Pháp. Xã này có độ cao trung bình 276 mét trên mực nước biển.

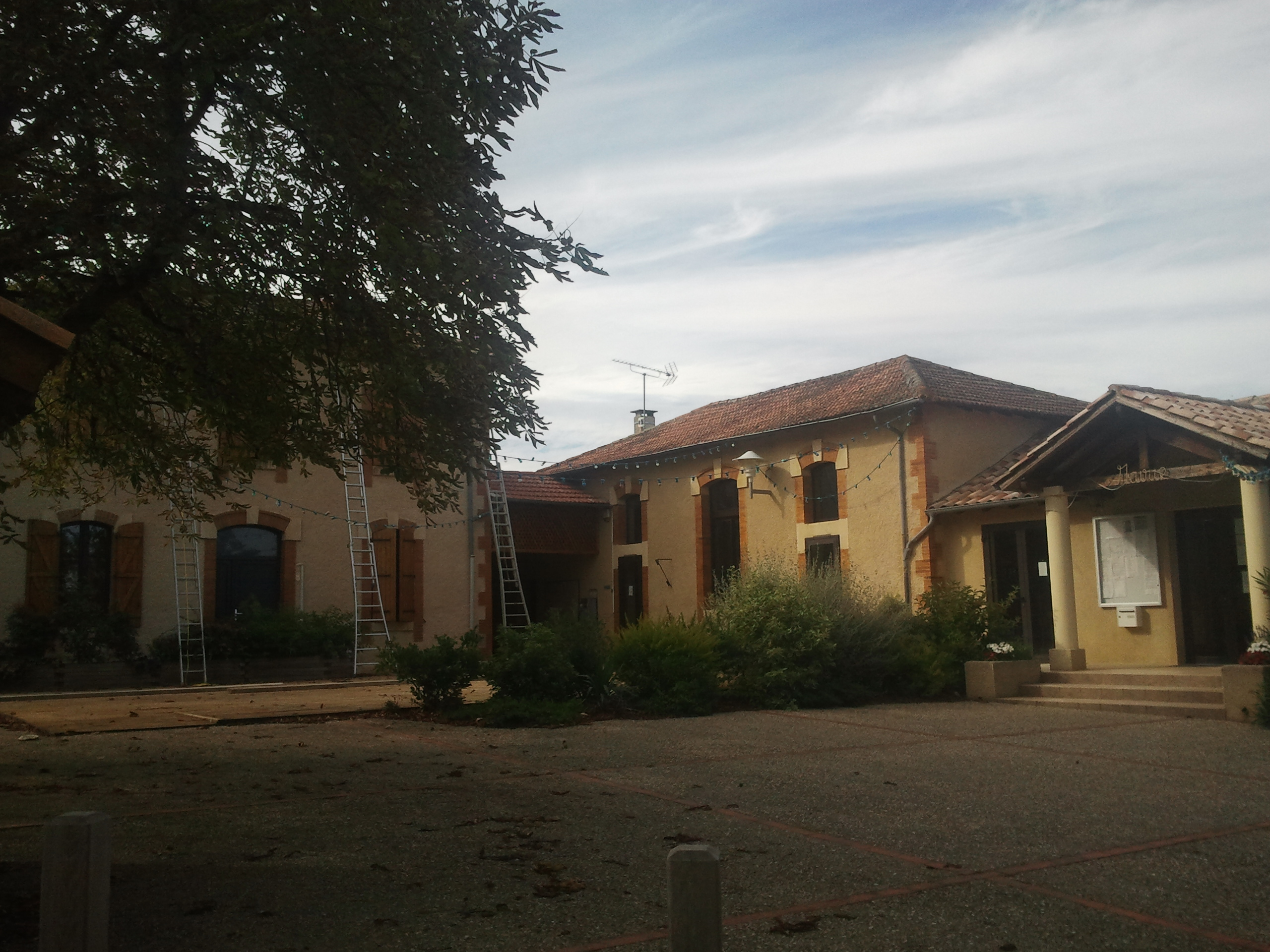
Lourties-Monbrun